# Antoine Salamin
Antoine Salamin, né le 19 décembre 1945 en Valais, est un architecte et pilote automobile suisse.
Ayant construit plus de 1500 appartements, villas ou chalets en tant qu'architecte, il s'est distingué en sport automobile.

## Carrière sportive

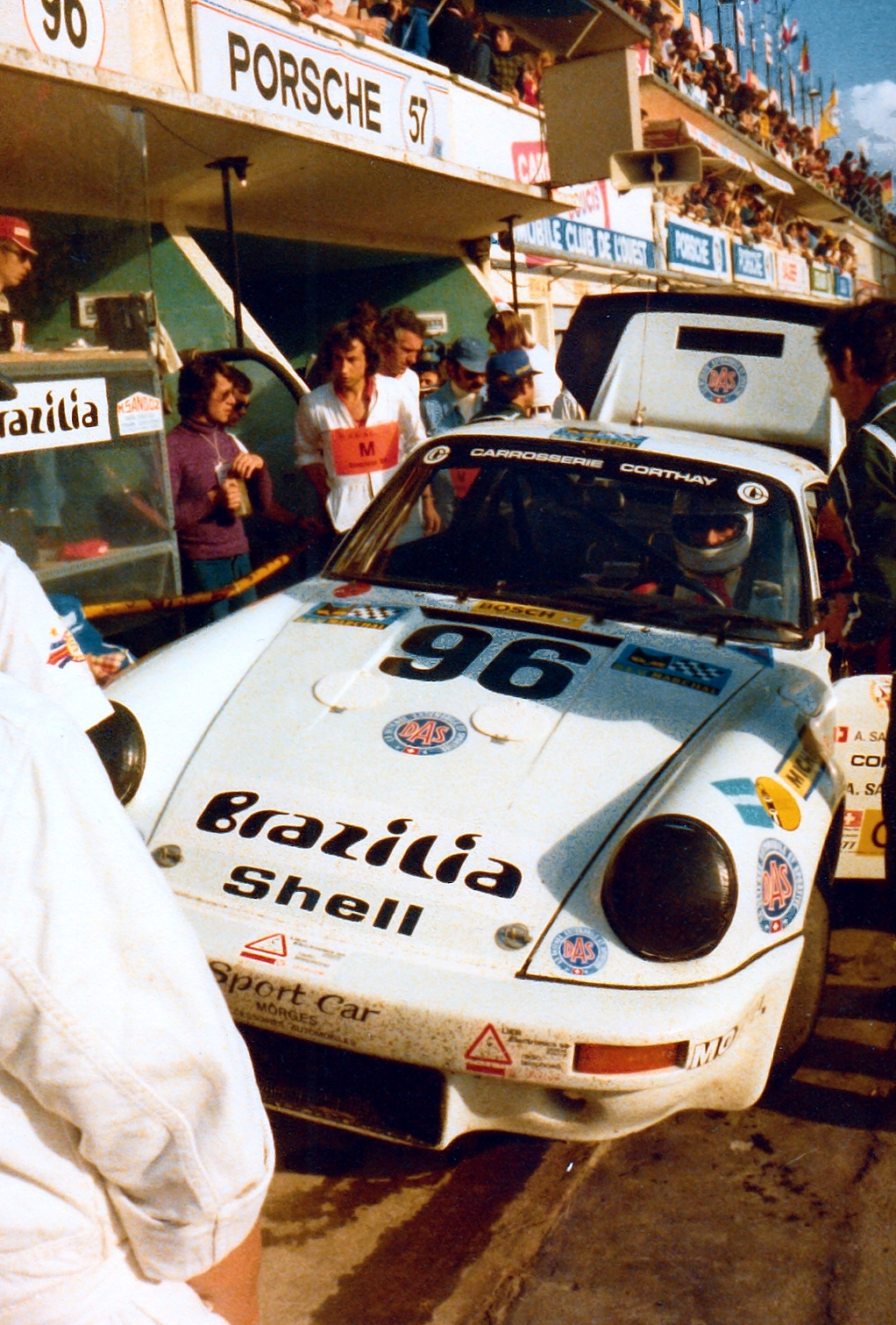
Aux commandes de sa Porsche Carrera aux 24h du Mans 1977. Dimanche peu après 11h, son coéquipier André Savary ramena la voiture aux stands, joint de culasse claqué. Ils étaient alors en tête du groupe GTX.

Champion de Suisse en 1985, il participe au championnat du monde des marques comme pilote avec sa propre écurie de 1977 à 1979 puis de 1988 à 1991,,.
Il a à son actif quatre participations aux 24 heures du Mans, ainsi qu'une septième place en 1988 et une huitième en 1991 au classement équipes en championnat du monde des voitures de sport,.
Outre des classements réguliers en Coupe d'Europe Intersérie ainsi qu'en Championnat d'Allemagne Supercup (podiums), la saison 1988 est ponctuée par sa septième place en Coupe Porsche mondiale.
Présent aussi dans d'autres disciplines, il s'engage en rallye (Rallye du Vin, du Haut-Valais, Lyon-Charbonnières) sur Ford Escort RS 2000, Opel et Porsche, en rallye-raid (Paris-Dakar 1982 où il est septième au classement général avant son abandon à Gao) sur Toyota Hilux. 
Antoine Salamin s'est distingué par sa fidélité à Porsche. Il a notamment piloté des Porsche 911, Porsche Carrera 2,7 RS, Porsche Carrera 3,0 RS, Porsche Turbo 930, Porsche 934, Porsche 935, Porsche 962C et Porsche 997 GT3 RS (1er de la Coupe Porsche Suisse en classement circuit en 2011). 
En 1983, il participe aux 3 heures de Hockenheim en « Sport 2000 », sur Tiga et en 1987, il pilote une Sauber Sehcar C6 dotée d'un moteur Ford Cosworth. Sa carrière automobile (débutée en 1973) se termine en 1998 par la victoire aux 3 heures de Hockenheim,.
Il crée le Swiss Team Salamin, structure indépendante, devenant pour la saison 1991, le Team Salamin Primagaz. Pilote et directeur sportif, il officie à ce dernier poste en Ferrari Challenge au milieu des années 1990 et lors de quelques épreuves en 1998 (en Championnat FIA GT notamment).

## Projets de circuits en Suisse
En tant qu'architecte, il a conçu trois projets de circuits en Suisse : 
- En 1985, le Grand Prix automobile de Suisse faillit renaître à Sion (il s'en fallut d'une voix au Conseil Fédéral lors du vote pour autoriser cette épreuve ponctuelle sur un tracé non-permanent sur l'aérodrome de Sion)[15].
- En 1996, un projet de circuit alpin permanent sur l'aérodrome de Rarogne échoua lors du vote populaire de la commune qui s'ensuivit[16].
- Enfin, à l'aube de l'an 2000, le projet de Centre Technologique Alternatif, destiné à promouvoir et expérimenter les nouvelles technologies automobiles, à Chamoson, semblait réunir toutes les qualités[17]. La population de la commune a d'ailleurs voté en 2004 en faveur du projet, une première en Suisse, à 75 % des voix[16].

## Galerie d'images
|                                                           |
| 24h du Mans 1978 avec Yves Courage: abandon, pneu éclaté. |

|                                                       |
| 1000 km de Brands Hatch 1979 avec la Porsche 934 No9. |

|                                     |
| Paris-Dakar 1982 sur Toyota Hi-Lux. |

|                                                 |
| Titré Champion Suisse en 1985, sur Porsche 935. |

|                                      |
| Sauber Sehcar C6 en Supercup (1987). |

|                                                        |
| 1000 km de Brands Hatch 1988 avec Delétraz et Lavaggi. |

|                              |
| 480 km de Donington en 1989. |

|                                 |
| Dijon 1990, avec Luigi Taverna. |

|                                                          |
| 24h du Mans 1991 avec Max Cohen-Olivar et Marcel Tarrès. |

|                                        |
| Victoire absolue à Hockenheim en 1998. |

## Palmarès

### Résultats aux 24 Heures du Mans
| Année | Voiture                                      | Catégorie      | Équipe                | Pilotes                                                  | Résultat                                                                        |
| ----- | -------------------------------------------- | -------------- | --------------------- | -------------------------------------------------------- | ------------------------------------------------------------------------------- |
| 1977  | Porsche 911 Carrera 6 cyl. 3.0 L no 96       | GTX            | GVEA - G. Haberthur   | Antoine Salamin André Savary Jean-Robert Corthay         | Abandon moteur/joint de culasse (20e heure, alors 18e au général et 1er en GTX) |
| 1978  | Porsche 930 turbo 6 cyl. 3.3 L no 65         | Groupe IV      | Joël Laplacette       | Antoine Salamin Gérard Vial Yves Courage Joël Laplacette | Abandon éclatement d'un pneu (11e heure, alors 32e au général)                  |
| 1979  | Porsche 934 turbo 6 cyl. 3.0 L no 80         | GT (Groupe IV) | Écurie 13 Étoiles     | Antoine Salamin Gérard Vial Philippe Collet              | Non partante (seul Salamin qualifié)                                            |
| 1991  | Porsche 962C double turbo 6 cyl. 3.2 L no 14 | S2             | Team Salamin Primagaz | Antoine Salamin Max Cohen-Olivar Marcel Tarrès           | Abandon surchauffe (8e heure, alors 20e au général)                             |

### Résultats en championnat du monde des marques
| Saison | Écurie                | Châssis      | Moteur                     | Principaux pilotes                                | Épreuves disputées | Points inscrits | Classement |
| ------ | --------------------- | ------------ | -------------------------- | ------------------------------------------------- | ------------------ | --------------- | ---------- |
| 1978   | Écurie 13 Étoiles     | Porsche 930  | Porsche 3,3 L turbo 6 cyl. | Antoine Salamin Gérard Vial                       | 2                  | 0               | non-classé |
| 1979   | Écurie 13 Étoiles     | Porsche 934  | Porsche 3,0 L turbo 6 cyl. | Antoine Salamin Gérard Vial Philippe Collet       | 4                  | 0               | non-classé |
| 1988   | Swiss Team Salamin    | Porsche 962C | Porsche 2,8 L turbo Flat-6 | Antoine Salamin Giovanni Lavaggi Max Cohen-Olivar | 9                  | 38              | 7e         |
| 1989   | Swiss Team Salamin    | Porsche 962C | Porsche 3,0 L turbo Flat-6 | Antoine Salamin Max Cohen-Olivar Giovanni Lavaggi | 6                  | 0               | non-classé |
| 1990   | Swiss Team Salamin    | Porsche 962C | Porsche 3,2 L turbo Flat-6 | Antoine Salamin Luigi Taverna Max Cohen-Olivar    | 8                  | 0               | non-classé |
| 1991   | Team Salamin Primagaz | Porsche 962C | Porsche 3,2 L turbo Flat-6 | Antoine Salamin Max Cohen-Olivar                  | 8                  | 25              | 8e         |

### Résultats en Coupe d'Europe Intersérie
| Saison | Écurie             | Châssis                | Moteur               | Pilote          | Épreuves disputées | Podiums | Points inscrits | Classement |
| ------ | ------------------ | ---------------------- | -------------------- | --------------- | ------------------ | ------- | --------------- | ---------- |
| 1983   | Écurie 13 Étoiles  | Porsche 935            | Porsche double turbo | Antoine Salamin | 1                  | 0       | 3               | 29e        |
| 1987   | Swiss Team Salamin | Porsche 962C Sehcar C6 | Porsche Ford         | Antoine Salamin | 2                  | 0       | 11              | 12e        |
| 1988   | Swiss Team Salamin | Porsche 962C           | Porsche turbo Flat-6 | Antoine Salamin | 4                  | 3       | 42              | 4e         |
| 1989   | Swiss Team Salamin | Porsche 962C           | Porsche turbo Flat-6 | Antoine Salamin | 2                  | 1       | 17              | 7e         |

### Résultats en Super Cup
| Saison | Écurie             | Châssis      | Moteur               | Pilote          | Épreuves disputées | Points inscrits | Classement |
| ------ | ------------------ | ------------ | -------------------- | --------------- | ------------------ | --------------- | ---------- |
| 1987   | Team Decorplast    | Sehcar C6    | Ford V8              | Antoine Salamin | 2                  | 2               | 14e        |
| 1988   | Swiss Team Salamin | Porsche 962C | Porsche turbo Flat-6 | Antoine Salamin | 5                  | 11              | 8e         |
| 1989   | Swiss Team Salamin | Porsche 962C | Porsche turbo Flat-6 | Antoine Salamin | 5                  | 12              | 6e         |

### Autres épreuves internationales
| Date             | Écurie             | Châssis      | Moteur               | Pilote          | Épreuve               | Essais | Classement |
| ---------------- | ------------------ | ------------ | -------------------- | --------------- | --------------------- | ------ | ---------- |
| 28 novembre 1987 | Swiss Team Salamin | Porsche 962C | Porsche turbo Flat-6 | Antoine Salamin | Int. Kyalami 500      | 13     | 6e         |
| 26 novembre 1988 | Swiss Team Salamin | Porsche 962C | Porsche turbo Flat-6 | Antoine Salamin | Int. Kyalami 500      | 8      | 11e        |
| 3 octobre 1998   | Swiss Team Salamin | Porsche 962C | Porsche turbo Flat-6 | Antoine Salamin | Int. Hockenheim 3 Std | 1      | 1er        |

## Distinctions
- Champion suisse en 1985, sur Porsche 935
- Vice Champion suisse en 1981 et en 1984 ; 2e du groupe Interswiss en 1986 (sur Porsche 935)
- classé au 18e rang de la Porsche-Cup mondiale en 1985, sur Porsche 935
- classé au 7e rang de la Porsche-Cup mondiale en 1988, sur Porsche 962C